# Vallon-Pont-d'Arc
Vallon-Pont-d'Arc is een gemeente in het departement Ardèche in de regio Auvergne-Rhône-Alpes in Frankrijk.Vallon-Pont-d'Arc telde op 1 januari 2022 2.469 inwoners.

## Geografie
De oppervlakte van Vallon-Pont-d'Arc bedroeg op 1 januari 2022 28,62 vierkante kilometer; de bevolkingsdichtheid was toen 86,3 inwoners per km².
De onderstaande kaart toont de ligging van Vallon-Pont-d'Arc met de belangrijkste infrastructuur en aangrenzende gemeenten.

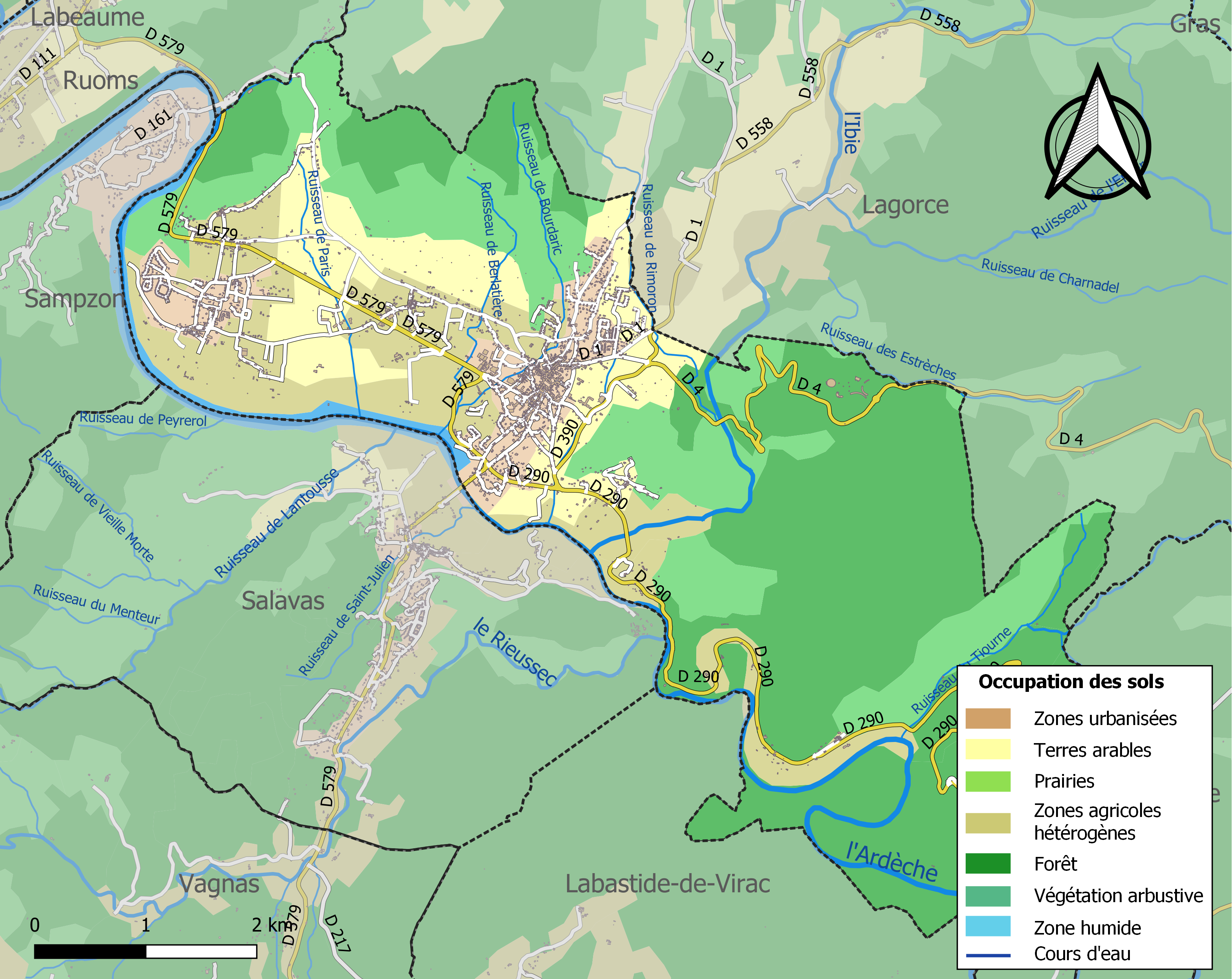

Vallon-Pont-d'Arc is bereikbaar vanaf de snelweg A7 Montélimar - Orange, afslag naar Pont-Saint-Esprit. 

## Bezienswaardigheden
Dichtbij ligt de Pont d'Arc in de Gorges de l'Ardèche. Vlakbij zijn Grotte Chauvet Pont d'Arc, Aven d'Orgnac en Grot van Ebbou.

## Demografie
Onderstaande figuur toont het verloop van het inwonertal (bron: INSEE-tellingen).

Vanwege een beveiligingsprobleem met de MediaWiki Graph-software is het momenteel niet mogelijk deze grafiek weer te geven. Zodra de software is bijgewerkt zal de grafiek vanzelf weer zichtbaar worden.